# Nicolás Notovitch
Shulim o Nikolai Aleksandrovich Notovich (Николай Александрович Нотович), conocido en occidente como Nicolas Notovitch (1858- 1916), nacido en Crimea, fue un aventurero de religión Judía, que se declaraba así mismo como un aristócrata ruso  y periodista. Conocido por sus libros donde afirma que durante los años de la vida de Jesucristo que la Biblia no relata, es decir, de los 12 a los 30 años, Jesús se unió a un grupo de comerciantes que viajaban al extranjero, (el tráfico de caravanas por la ruta de la seda era continuo), llegó hasta la India. Las afirmaciones de Notovitch's se basaban en un supuesto documento que el mismo declaraba haber visto en el Monasterio de Hemis, en Ladakh, Nepal  durante su estadía. Sin embargo más tarde Notovitch confesó haber falsificado la información. 
Los eruditos modernos ven los relatos de Notovitch, acerca de los viajes de Jesús a la India como un engaño que incluye importantes inconsistencias.
Notovitch también escribió libros de política, acerca del rol de Rusia en las guerras de Europa.

## Vida del santo Issa
Notovitch afirmaba que en el monasterio de Hemis se enteró de la "Vida de San Issa, el Mejor de los Hijos de los Hombres" por un lama. Su historia, con el texto de su "vida", fue publicada en francés en 1894 como "La vida desconocida de Jesucristo". Fue traducido al inglés, alemán, español e italiano.
El relato del descubrimiento de Notovitch cuenta que él se había alojado con una pierna rota en el monasterio de Hemis. Allí convenció al lama superior, que le había hablado de la existencia de la obra, de que le leyera, a través de un intérprete, los versículos un tanto dispersos de la versión tibetana de la "La vida de Issa", que dijeron fue traducida del original en idioma Pali. 
Notovitch dice que él mismo reagrupó los versículos de acuerdo a los requisitos de la narración. Según los datos publicados por Notovitch, el trabajo constaba de 244 párrafos breves, organizados en catorce capítulos. 
El nombre no documentado de "Issa" se asemeja al nombre árabe de Jesús, Isa (عيسى), utilizado en el Corán para referirse a Jesús. 
Este monasterio tibetano Hemis estaba a lo largo de la ruta de la seda, cuando Ladakh formaba parte del Tíbet, antes de que la India fuese una nación, y hasta el día de hoy, los monjes que viven allí afirman que "Issa" fue un antiguo alumno. 
"La vida de Issa" comienza con un relato de los israelitas en Egipto, de su liberación por Moisés, su abandono de la religión, y su conquista por los romanos. Luego sigue un relato sobre la Encarnación. A la edad de trece años, el divino adolescente, en lugar de buscar esposa, dejó su hogar y se unió a una caravana de mercaderes, llegando a la India (Sindh), para estudiar las leyes de los grandes Budas.
Issa fue bienvenido por los seguidores de la religión Jain, pero los dejó para pasar seis años entre los Brahmanes en Juggernaut, Benarés, y en otros lugares, estudiando los Vedas y enseñando que todas las castas son iguales. Los brahmanes se le opusieron, ya que Issa los condenaba especialmente por las castas y la idolatría y planearon matarle. Entonces huyó y se refugió entre los budistas, y pasó seis años entre ellos, aprendiendo el idioma Pali hasta dominar sus textos religiosos. Predicó entre los paganos contra la idolatría y les enseñó una alta moralidad. Entonces visitó Persia y predicó a los Zoroastrianos. 
A los veintinueve años Issa regresó a su propio país y comenzó a predicar. Visitó Jerusalén, donde Poncio Pilatos recelaba de él. Los líderes judíos también le temen por sus enseñanzas pero aún continúa su obra durante tres años. Finalmente es detenido y condenado a muerte por blasfemia, por afirmar ser hijo de Dios. Sus seguidores son perseguidos, pero sus discípulos llevan su mensaje a lo largo del mundo. 
En la traducción de Notovitch, la sección sobre Poncio Pilatos es digna de mención; en esta versión de los acontecimientos en torno a la muerte de Jesús, el Sanedrín fue a Pilatos y argumentó para salvar la vida de Jesús, y ellos son los que "se lavaron las manos" por su muerte, en lugar del romano Pilatos.

## Controversia
Edgar Goodspeed describe la crítica de las afirmaciones de Notovitch como un fraude. Los polémicos escritos Notovitch causaron inmediatamente controversia y después de que el orientalista alemán Max Müller mantuvo correspondencia con el monasterio de Hemis, que Notovitch afirmaba haber visitado, y Douglas J. Archibald visitó el Monasterio de Hemis, y no encontró ninguna prueba de que Notovitch (y mucho menos Jesús) hubiese estado allí, sus alegaciones fueron rechazadas.
El jefe de la comunidad de Hemis firmó un documento en el que denunció a Notovitch como mentiroso pura y simplemente . 
La historia de su visita a Hemis parece ser recogida por Helena Blavatsky en su libro "Isis Desvelado". En el original, el viajero con la pierna rota fue llevado al Monte Athos en Grecia y encontró el texto de la "Verdadera Doctrina" en la biblioteca del monasterio. La idea de que Jesús estuvo en la India fue también inspirada por una declaración en Isis de que fue a las estribaciones del Himalaya. 
Paramahansa Yogananda también afirma en su libro "La Segunda Venida de Cristo", en el Discurso 5, titulado "Los años desconocidos de la vida de Jesús: su viaje a la India" que Jesús estuvo en la India y que hay documentos en la India sobre su visita. 
Swami Abhedananda, un discípulo directo de Sri Ramakrishna, estuvo en 1922 en el Monasterio de Hemis y vio el manuscrito. El relato lo cuenta en su libro "Viaje de Swami Abhedananda a Kachemira y Tibet", publicado por el “Ramakrishna Vedanta Math”, de Calcuta
El libro "Evangelio de Acuario de Jesús el Cristo" de Levi E. Dowling también afirma que Jesús viajó a Tíbet, India y otros países, describiendo estos viajes más extensamente que el libro de Notovitch.

## Propagación de las afirmaciones de Notovitch
Las afirmaciones de Notovitch fueron sin embargo recogidas por Mirza Ghulam Ahmad (d.1908), que se proclamó a sí mismo el Mesías esperado. A diferencia de Notovitch afirmó que Jesús había viajado a la India después de la crucifixión en búsqueda de la tribus perdidas de Israel y murió una muerte natural.
Ghulam Ahmad fundó la secta Ahmadiyya, y uno de los miembros de esta secta, el moderno estudioso Fida Hassnain considera la visita real y hay otros que afirman haber visto los mismos manuscritos. 
Muchos otros autores de la Nueva Era o espiritualistas han tomado esta información y la han incorporado en sus propias obras y sistemas. Por ejemplo, en su libro "Los años perdidos de Jesús": Pruebas Documental del viaje de 17 años de Jesús a Oriente", Elizabeth Clare Prophet afirma que los manuscritos budistas proporcionan evidencia de que Jesús viajó a la India, a Nepal, Ladakh y Tíbet.